# Graafschap Sargans
Het graafschap Sargans was een tot het Heilige Roomse Rijk behorend graafschap. Na 1458 maakte het deel uit van de Zwitserse Statenbond.
Bij de deling van het graafschap Werdenberg omstreeks 1290 werd het graafschap Werdenberg-Sargans gevormd voor een jongere tak. Na 1300 werd Schmalegg bij Ulm verworven. De noordelijke gebieden kwamen later aan de zijtak Sargans-Trochtelfingen-Albeck.
In 1338 werd de graaf door het prinsbisdom Chur beleend met de erfenis van de vrijheren van Vaz. Het gebied bestond uit het graafschap Schams met Rheinwalde en de Bärenburg. Verder uit het Safiental, Schanfigg en slot Ortenstein. Voortaan lag het zwaartepunt van de bezittingen van de graven van Sargans in deze regio. 
In 1342 werd het bezit opnieuw gedeeld:
- Sargans-Vaz: met het graafschap Sargans op de linker Rijnoever
- Sargans-Vaduz: met de heerlijkheden Vaduz, Blumenegg en Nüziders.

In 1396 waren de graven gedwongen het graafschap Sargans te verpanden aan Oostenrijk. Kort daarna verloren zij ook Rheineck, Altstätten en de rijksvoogdij in het Rheintal. Oostenrijk gaf het graafschap vervolgens als onderpand graaf Frederik III van Toggenburg. Na de dood van graaf Frederik in 1436 stond Oostenrijk de inlossing van het pand door de graven van Sargans toe, zodat het graafschap weer in bezit kwam van de stamdynastie.
De landgemeente Sargans (zonder de stad) probeerde zich in 1436 als Sarganserland onafhankelijk te maken van het graafschap. In 1440 werd het Sarganserland weer onderworpen aan de graven. Sinds 1458 is het graafschap verbonden met de Zwitserse statenbond. 
De graaf van Werdenberg-Sargans verkocht het graafschap in 1482 aan de zeven staten Zürich, Luzern, Uri, Schwyz, Unterwalden, Zug en Glarus. Sindsdien was het graafschap een landvoogdij, waar de landvoogd beurtelings door de zeven eigenaars werd aangesteld.
In 1798 werd Sargans onafhankelijk en vormde een eigen kanton, wat echter al enkele maanden later opging in het nieuw gevormde kanton Linth. In 1803 ging dit kanton op zijn beurt op in het kanton Sankt Gallen.